# Calle Congreso (Tucumán)

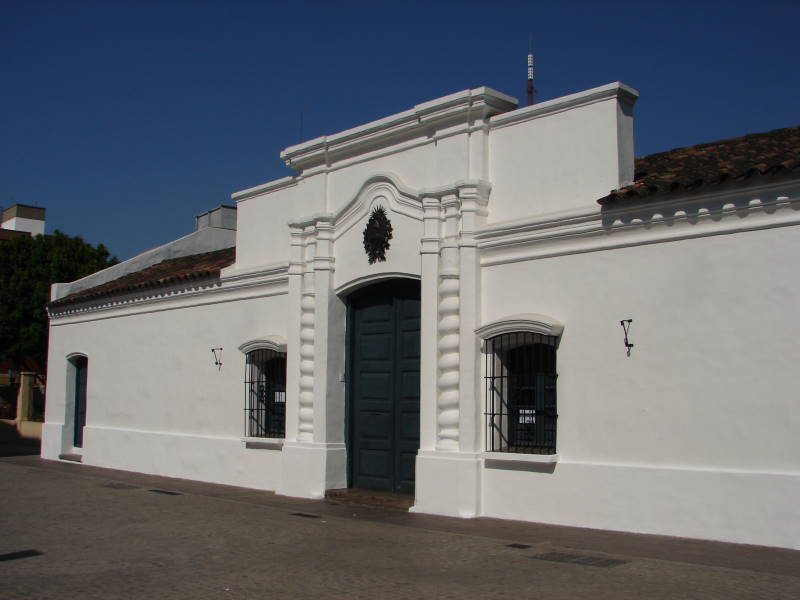
Vista de la Casa Histórica sobre Calle Congreso

La Calle Congreso de Tucumán es una calle de San Miguel de Tucumán, Tucumán, Argentina. Se extiende desde la avenida 24 de septiembre hasta la calle Antonio Ramón Ángel Benejam, siendo calle peatonal como Paseo de la Independencia Gob. Fernando Pedro Riera desde su inicio hasta Combate de San Lorenzo.

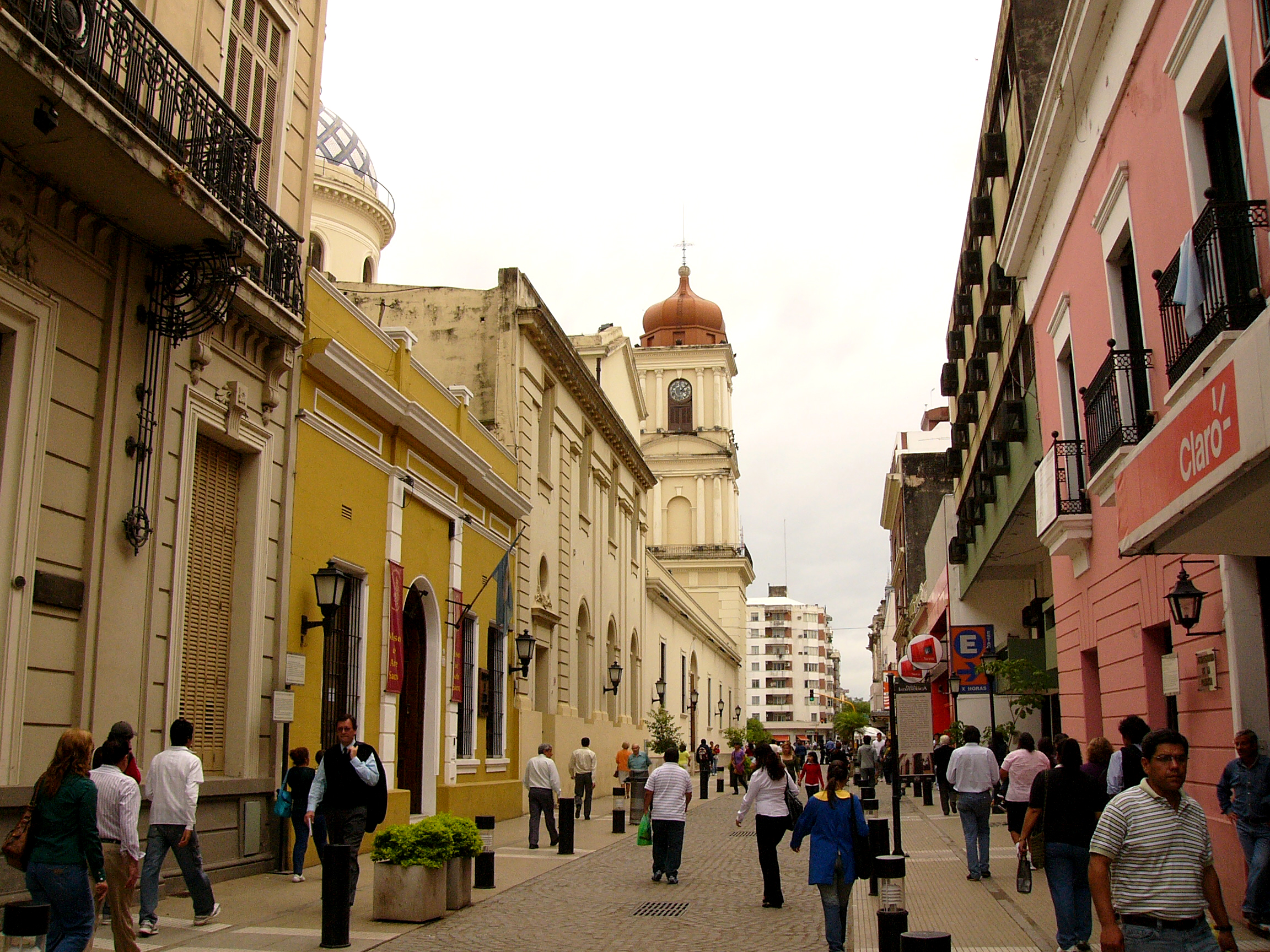
Vista de Calle Congreso primera cuadra

## Historia
La calle Congreso de Tucumán fue creada tras el trazado colonial original de la ciudad en 1685, extendiéndose luego por el Ensanche Liberal de la década del 80 del siglo XIX. Sobre esta calle se ubica la Casa Histórica de la Independencia, donde se declaró la independencia de las Provincias Unidas del Río de la Plata. La casa original fue reformada en 1874 para ser sede de Correos y Telégrafos, para ser demolida en 1903 excepto la sala de la jura de independencia. Esta fue recubierta por un templete de estilo Art Nouveau. La casa histórica fue reconstruida en 1943 tras su declaración como monumento histórico nacional en 1941.
En 1976 se expropiaron y demolieron los solares linderos a la Casa Histórica, creándose las plazas de los Congresales en 1989 y Sur en 2004. En 2006 se comenzó a realizar la peatonalización del Paseo de la Independencia, siendo inaugurada la última etapa el 1 de octubre de 2007. Las obras tuvieron un costo de ARS 900 000, haciendo trabajos de ensanche de las veredas con 3,30 metros, adoquinado e instalación de mobiliarios urbanos, iluminación y nuevo canal pluvial.En 2014 se inauguró un busto en calle Congreso primera cuadra en honor al exgobernador José Pedro Fernando Riera, que da nombre al tramo entre 24 de septiembre y San Lorenzo desde 2009 por ordenanza municipal.

## Sitios de interés
A lo largo de esta calle se desarrollan varios lugares de interés y emblemáticos:
- Catedral de Tucumán
- Museo de Arte Sacro
- Museo Nicolás Avellaneda
- Biblioteca Sarmiento
- Casa Histórica
- Plaza Sur
- Plaza de los Congresales
- Plaza Yrigoyen
- Palacio de Tribunales de Tucumán
- Estadio Independencia de Tucumán